# 文林街道
文林街道，原为文林镇，是中华人民共和国四川省眉山市仁寿县下辖的一个乡镇级行政单位。2019年12月，撤销文林镇，设立文林街道，以原文林镇蜜桔社区、飞泉社区、陵阳社区、先农社区、书院路社区、城西社区、文林路社区、建设路社区、陵州路社区、金马路社区、嘉南社区、南坛路社区、学习社区、忠实社区、火箭社区、城南社区、石莲社区、奎星阁社区所属行政区域为文林街道的行政区域，将原文林镇黎光社区、高笋社区、龙水河社区、坝达社区、城东社区、江家坝社区、新民社区、钟坝社区、叶桥社区所属行政区域划归普宁街道管辖，将原文林镇吊庆社区、春燕社区、三圣社区、钢铁社区、祠堂社区、利林社区、学堂社区、北燕社区、八里社区、城北社区、大道社区所属行政区域划归怀仁街道管辖。

## 行政区划
文林街道下辖以下地区：
城南社区、江家坝社区、陵州路社区、城东社区、文林路社区、南坛路社区、金马路社区、建设路社区、书院路社区、城西社区、城北社区、龙水河社区、北燕社区、八里村、高滩村、高笋村、黎光村、钟坝村、石莲村、学习村、忠实村、蜜桔村、卫星村、火箭村、叶桥村、佐桥村、钢铁村、吊磬村、三圣村、利林村、祠堂村、春燕村和学堂村。